# Offshore-Windpark Thorntonbank
Thorntonbank ist ein Offshore-Windpark in der südlichen Nordsee auf der Sandbank Thornton etwa 30 km vor der Küste von Westflandern/Belgien zwischen Ostende und Zeebrügge Mit einer Leistung von ca. 325 MW war der Windpark Thorntonbank zum Zeitpunkt seiner vollständigen Inbetriebnahme im Jahr 2013 einer der größten Offshore-Windparks in Kontinentaleuropa.

## Betreiber
Entwickler und Betreiber des Windparks ist das belgische Unternehmen C-Power NV (Sitz: Zwijndrecht), an dem neben belgischen Investoren und der Küstenbaufirma DEME auch die Energiekonzerne RWE (über das Tochterunternehmen RWE Innogy, größter Anteilseigner mit 26,7 %), und Electricité de France (über die Tochter EDF energies nouvelles) beteiligt sind.

## Geschichte
Der Park wurde in drei Abschnitten gebaut und in Betrieb genommen:
Phase 1 mit sechs Windkraftanlagen des Typs REpower 5M ist seit 2008 am Netz. Nachdem mit Phase 1 Betriebserfahrung gesammelt wurde, folgten zwei weitere Phasen mit 30 bzw. 18 Anlagen des stärkeren Typs REpower 6M, die 2012 und 2013 mit Hilfe des neuen Errichterschiffs „Neptune“ aufgestellt wurden (die letzte im Juli 2013).
Phase 2 wurde im Sommer 2011 mit der Installation der Betonfundamente begonnen und im Sommer 2012 beendet.
Die dritte Bauphase fand in den Jahren 2012 und 2013 statt (wie schon 2011 geplant).

## Technik
Der Park besteht aus 54 Windkraftanlagen vom Typ 5M und 6M. Die Anlagen haben einen Rotordurchmesser von 126 m und eine elektrische Leistung von je 5 bzw. 6 MW. Die Gondeln mit den Generatoren (auch Maschinenhaus genannt) liegen auf 94 m Höhe über dem Meeresspiegel. Das Wasser hat an dieser Stelle je nach Tide eine Tiefe von bis zu 27,5 m.
Der Windpark ist in zwei Felder A und B geteilt; zwischen ihnen verlaufen eine Gaspipeline und ein Telekommunikations-Seekabel. Beide Felder haben jeweils einen Mast zur Messung der Windgeschwindigkeit. Der produzierte Strom wird über Mittelspannungskabel zur Umspannplattform geführt und dann über zwei 40 km lange 150-kV-Seekabel zur Umspannstation Slijkens bei Bredene an Land geleitet.

## Kosten, Finanzielles
Insgesamt wurden laut RWE rund 1,3 Milliarden Euro investiert (RWE Innogy ist mit 26,7 % größter privater Anteilseigner am Windpark). 
Für die Realisierung des Windparks stellten insgesamt acht europäische Banken, die deutsche und dänische Exportkreditagentur sowie die Europäische Investitionsbank rund 900 Millionen Euro (= etwa 70 %) an Finanzierung und Risikobeteiligung bereit. Die Europäische Kommission förderte das Vorhaben im Rahmen des European Energy Programme for Recovery (EEPR) mit 10 Mio. Euro.

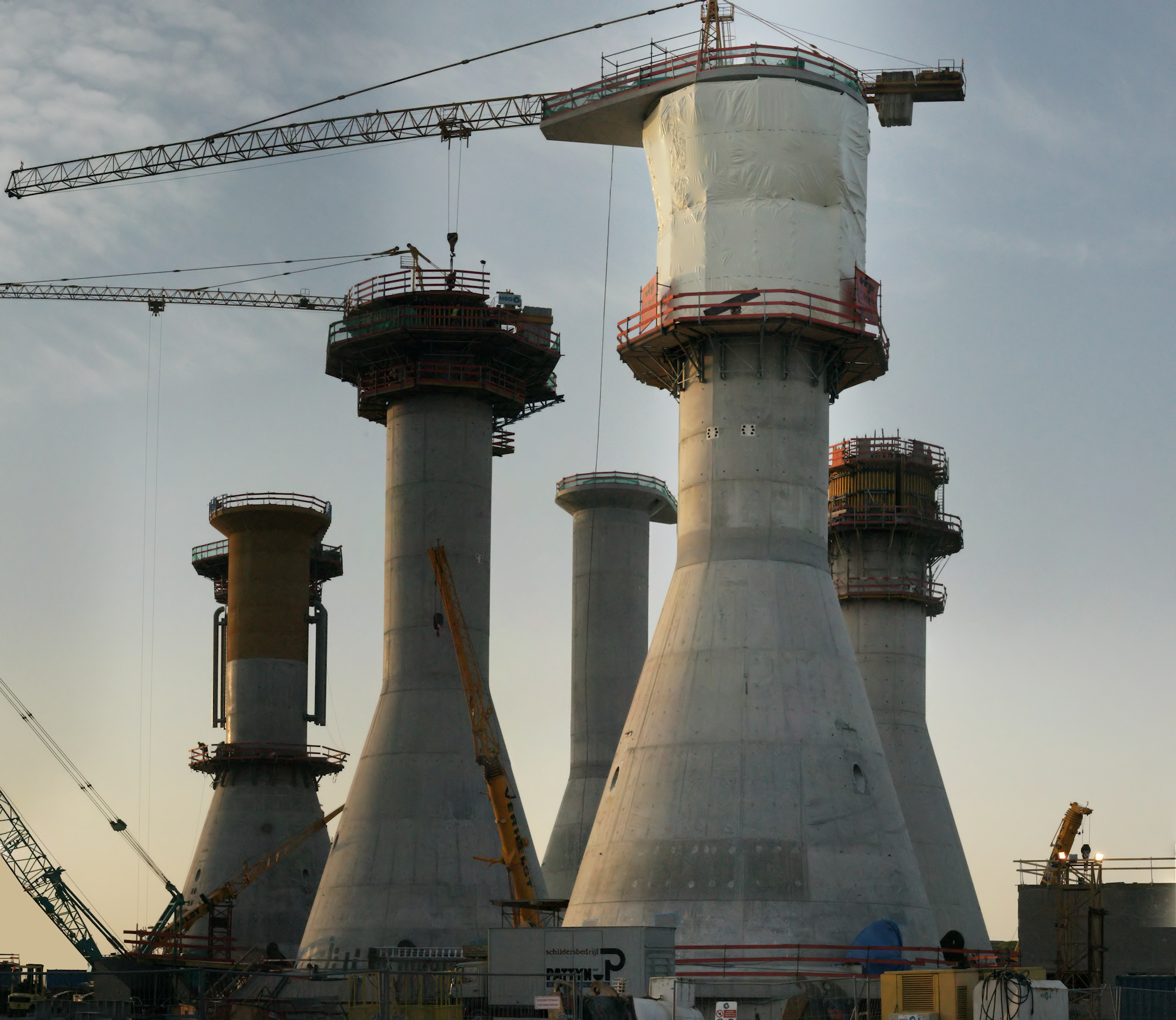
Sockel in Bau
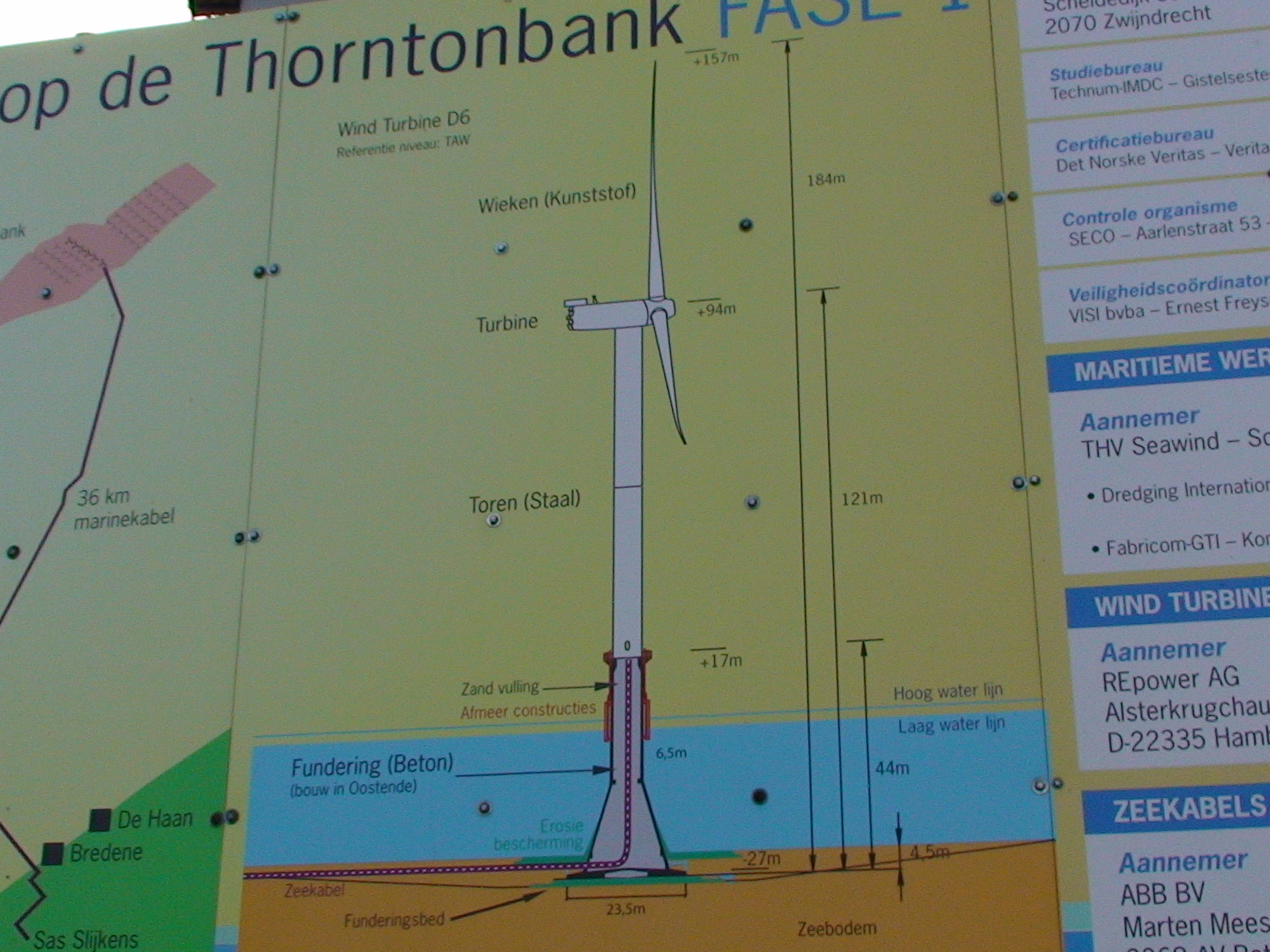
Infotafel mit technischen Details
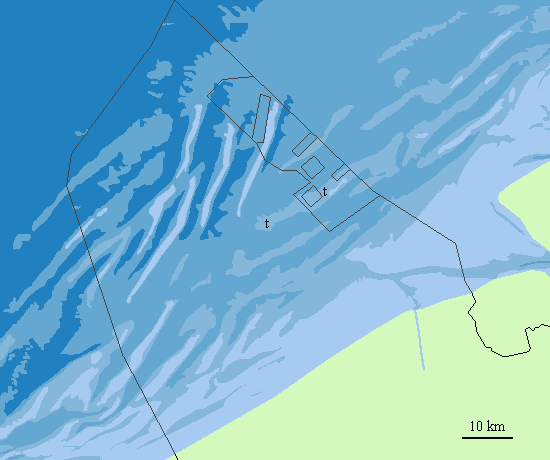
t = Thorntonbank
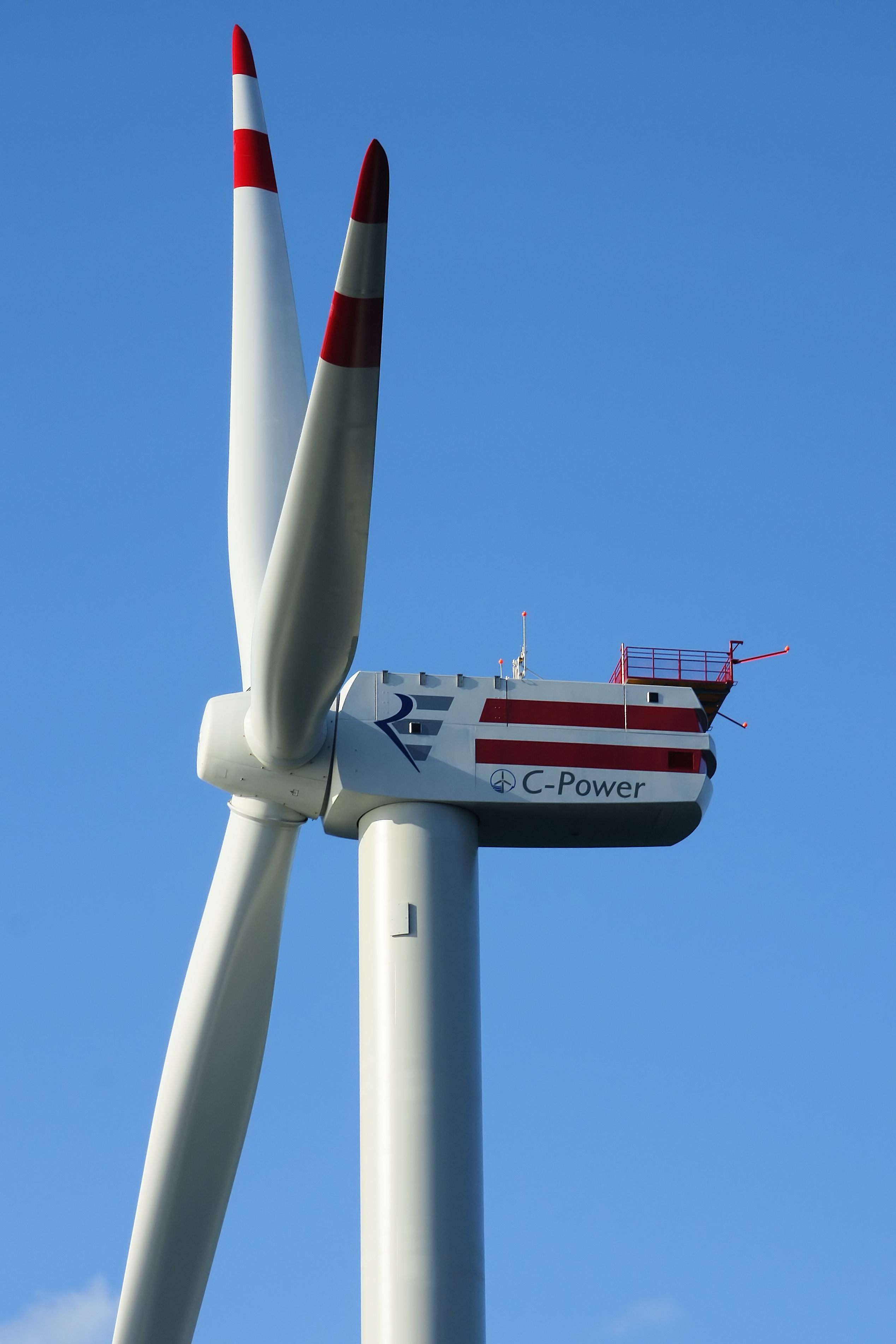
REpower 5M im Windpark Thorntonbank